# Eulasia regeli
Eulasia regeli là một loài bọ cánh cứng trong họ Glaphyridae. Loài này được Ballion miêu tả khoa học năm 1878.